# 尼泊尔摇滚乐
尼泊尔摇滚乐指的是尼泊尔的摇滚文化。尼泊尔的摇滚乐历史始于1970年代，受到過一些西方乐队，諸如披頭四樂隊、滚石乐队、門戶樂團、吉米·亨德里克斯、齐柏林飞船、谁人乐队、感恩至死、平克·弗洛伊德、鐵娘子樂團、深紫和巴布·馬利等音樂團體和個人的影響。尼泊尔摇滚乐乐队成员一度多数来自大吉岭地区。1976年成立的稜鏡乐队是最早演唱英文歌曲的乐队之一，其成员至今仍以其他乐队成员的身份活动，或者在旅馆及餐厅进行演出。在一些特殊的场合，这些成员仍会以稜鏡乐队的名义重聚。
大部分尼泊尔乐队在1970至80年代间并没有录制任何的原创音乐，直到诸如The Influence和Crossroad等乐队出现后才逐渐开始創作原创音乐。